# Distretto di Turek
Il distretto di Turek (in polacco powiat turecki) è un distretto polacco appartenente al voivodato della Grande Polonia.

## Geografia antropica

### Suddivisioni amministrative
Il distretto comprende 9 comuni.
- Comuni urbani: Turek
- Comuni urbano-rurali: Dobra, Tuliszków
- Comuni rurali: Brudzew, Kawęczyn, Malanów, Przykona, Turek, Władysławów